# Leo III. (Papst)

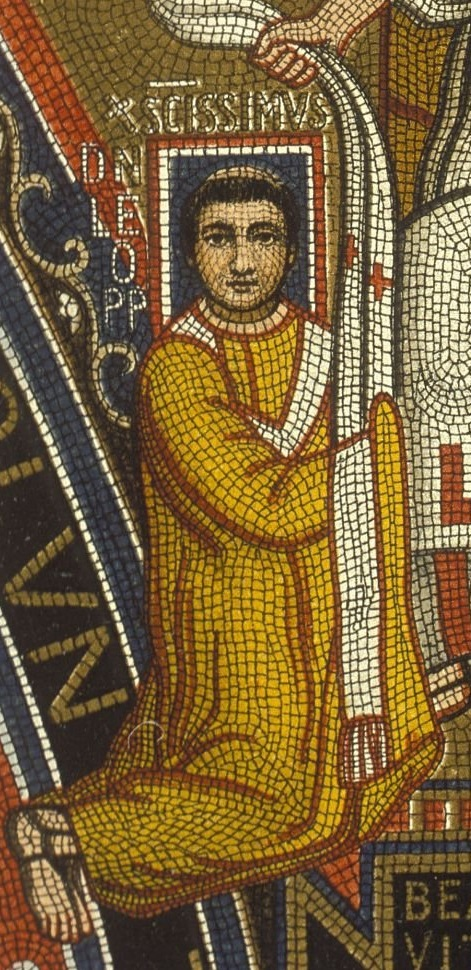
Leo III. auf einem Mosaik im Triclinium des Lateran-Palasts (um 799)

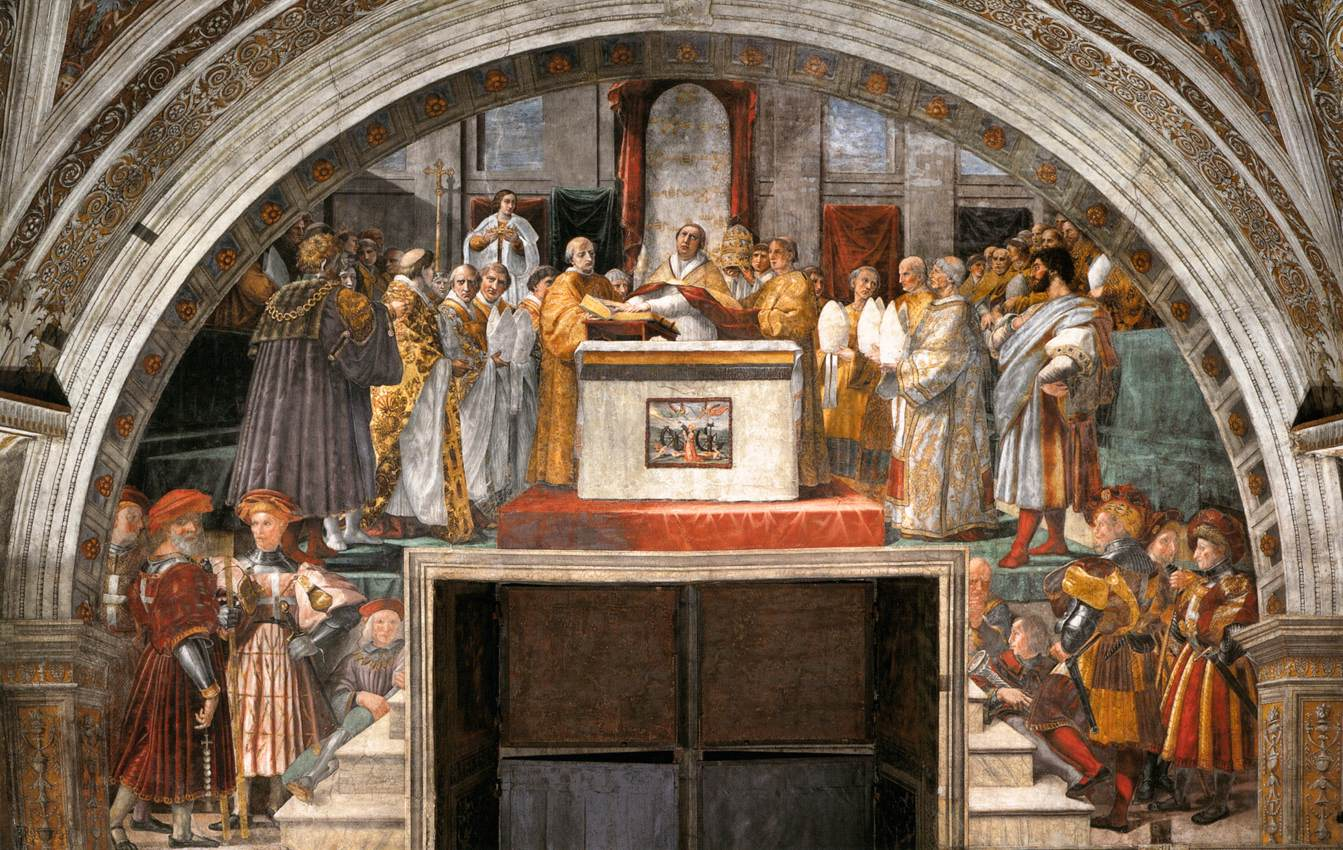
Das Fresko Rechtfertigung oder auch Schwur Leos III. in der Stanza dell’incendio di Borgo von Raffael, 1514–1517

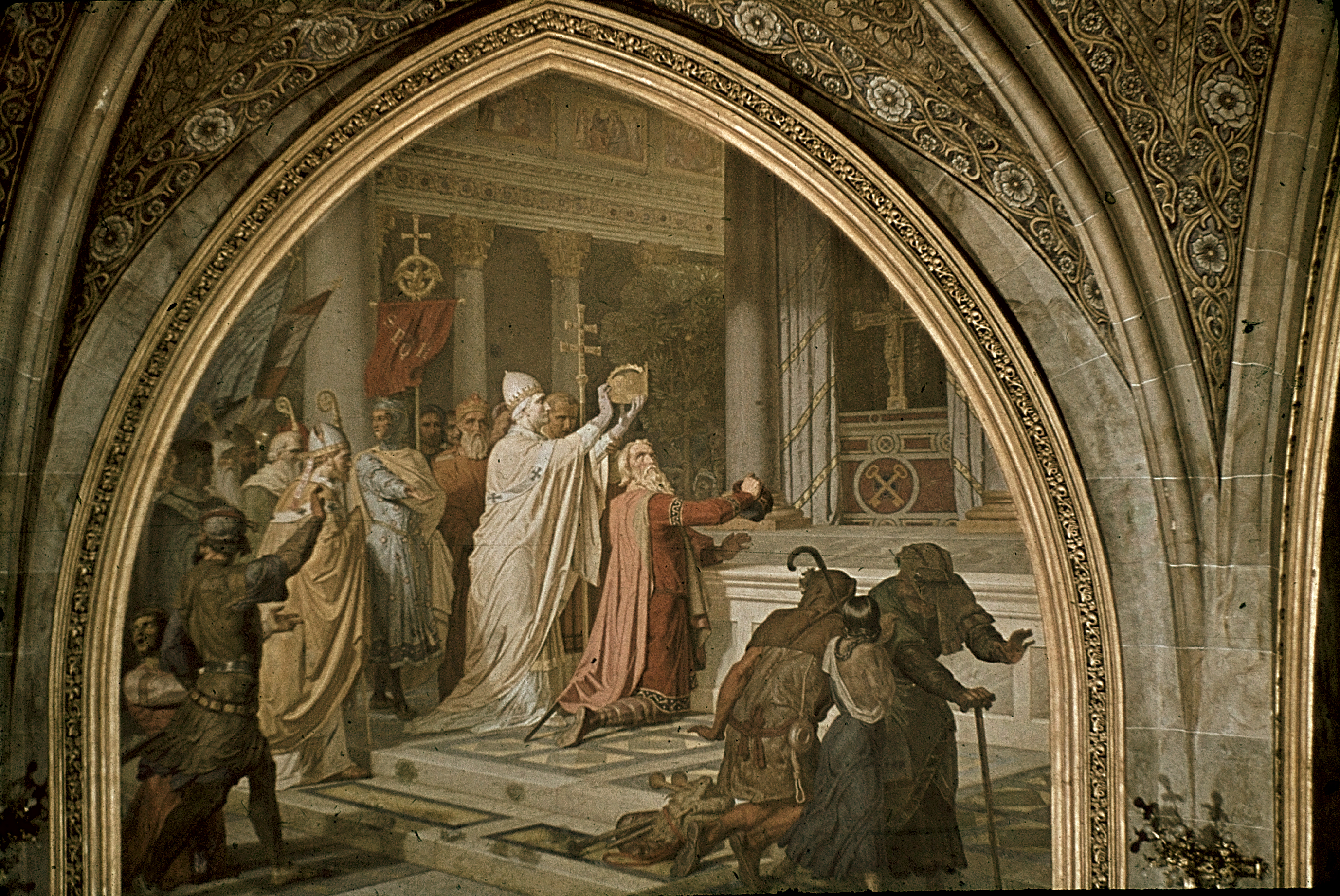
Krönung Karls des Großen durch Papst Leo III., 1944 zerstörtes Fresko im Aachener Rathaussaal (Entwurf von Alfred Rethel, Ausführung durch Joseph Kehren), um 1860

Leo III. (* um 750 in Rom; † 12. Juni 816 ebenda) war Papst von 795 bis 816. Einen Tag nach dem Tod seines Vorgängers Hadrian I. wurde er am 26. Dezember 795 gewählt.

## Herkunft
Leo entstammte nicht dem römischen Adel und hatte sich in der Kirchenhierarchie hochgearbeitet. So war er vor seiner Wahl Presbyter in Santa Susanna.

## Pontifikat
Sein Papstname bedeutet „der Löwe“ (Latein). Da sein Vorgänger im Amt, Hadrian I., gute Beziehungen zwischen Rom und dem Frankenreich hergestellt hatte, sandte Leo III. nach seiner Wahl die Schlüssel zum Grab des Heiligen Petrus als Zeichen eines Treueides an König Karl den Großen. Diesem wurde das Amt eines patricius Romanorum zugesprochen und er war somit Schutzherr über Rom.

### Gefangennahme und Flucht
Die Familie seines Vorgängers Hadrian, die unter dessen Pontifikat einträgliche Ämter gesammelt hatte, war Leo feindlich gesinnt. Als sich der Papst am 25. April 799, beim Fest des hl. Marcus, auf der Litania-maior-Prozession befand, stürzten ihn seine Gegner (Optimaten) anscheinend vom Pferd und versuchten, ihn zu blenden und ihm die Zunge abzuschneiden. Er wurde von den Angreifern um den Neffen Hadrians, Paschalis und Campulus in ein nahes Kloster gebracht, aus welchem ihm jedoch mit Hilfe seiner Diener die Flucht gelang. Mit der Hilfe von fränkischen Großen kam er nach Paderborn, wo sich zu diesem Zeitpunkt Karl der Große aufhielt, der sich in einem erneuten Krieg gegen die Sachsen befand. Karl ließ auch Leos Gegner kommen und hörte sie an. In Paderborn kam es aber zu keiner Entscheidung, und der Papst wurde mit fränkischen Missi (unter ihnen der Mainzer Erzbischof Richulf) nach Rom zurückgeschickt, denn die Vorwürfe und die Gefangennahme des Papstes sollten vor Ort geklärt werden. Als jedoch diese Untersuchungen dort nicht vorankamen, entschloss sich Karl, im Jahre 800 nach Rom zu ziehen und die Dinge selbst in die Hand zu nehmen. (Eventuell wurde die Kaiserkrönung auch schon in Paderborn besprochen, als beste Lösung zur Klärung der Vorwürfe gegen Papst Leo III.)

### Kaiserkrönung Karls des Großen
In Rom konnte keiner der Papstgegner gegen Leo III. ausreichende Beweise erbringen und so kam es auch nicht zu einer Verurteilung Leos wegen Ehebruches. Leo III. musste jedoch seine Unschuld durch einen Reinigungseid am 23. Dezember 800 beweisen. Während der Weihnachtsmesse am 25. Dezember 800 krönte Leo Karl den Großen dann zum Kaiser. Angeblich geschah dies entgegen Karls Willen, was jedoch nach aktueller Forschung nur eine ahistorische Konstruktion darstellt, denn Karl hatte die Kaiserkrönung wohl bewusst angestrebt. Dies war das Fundament für das westliche mittelalterliche Kaisertum. Das Byzantinische Reich sah diesen Akt als Usurpation an, doch Kaiserin Irene war innenpolitisch zu schwach, um gegen Karl vorzugehen. Wenige Tage später hielt Karl über die Gegner des Papstes wegen Majestätsverbrechen Gericht. Er verurteilte sie zum Tode. Auf Bitten Papst Leos wurden sie aber zu lebenslangem Exil begnadigt. Nach Leos Tod kehrten sie jedoch wieder nach Rom zurück.
Bei der Kaiserkrönung von Ludwig dem Frommen in Aachen 813 war Leo nicht anwesend. Offenbar wollte er die Macht der fränkischen Kaiser über Rom nicht uneingeschränkt anerkennen. Am 12. Juni 816 starb Leo. Sein Todestag ist zugleich sein liturgischer Gedenktag. 1673 wurde Papst Leo III. durch Papst Clemens X. heiliggesprochen.